# Communauté de communes des Coteaux de la Mossig
Die Communauté de communes des Coteaux de la Mossig war ein französischer Gemeindeverband mit der Rechtsform einer Communauté de communes im Département Bas-Rhin in der Region Grand Est. Sie wurde am 30. Dezember 1992 gegründet und bestand aus 14 Gemeinden. Der Verwaltungssitz befand sich im Ort Wasselonne. Der Name bezog sich auf den Fluss Mossig, in dessen Talschaft die Gemeinden liegen.
Am 1. Januar 2017 wurde der Gemeindeverband mit der Communauté de communes de la Porte du Vignoble zur neuen Communauté de communes de la Mossig et du Vignoble zusammengeschlossen.

## Mitgliedsgemeinden
1. Balbronn
2. Cosswiller
3. Crastatt
4. Hohengœft
5. Jetterswiller
6. Knœrsheim
7. Rangen
8. Romanswiller
9. Traenheim
10. Wangenbourg-Engenthal
11. Wasselonne
12. Westhoffen
13. Zehnacker
14. Zeinheim